# Michael Mößmer

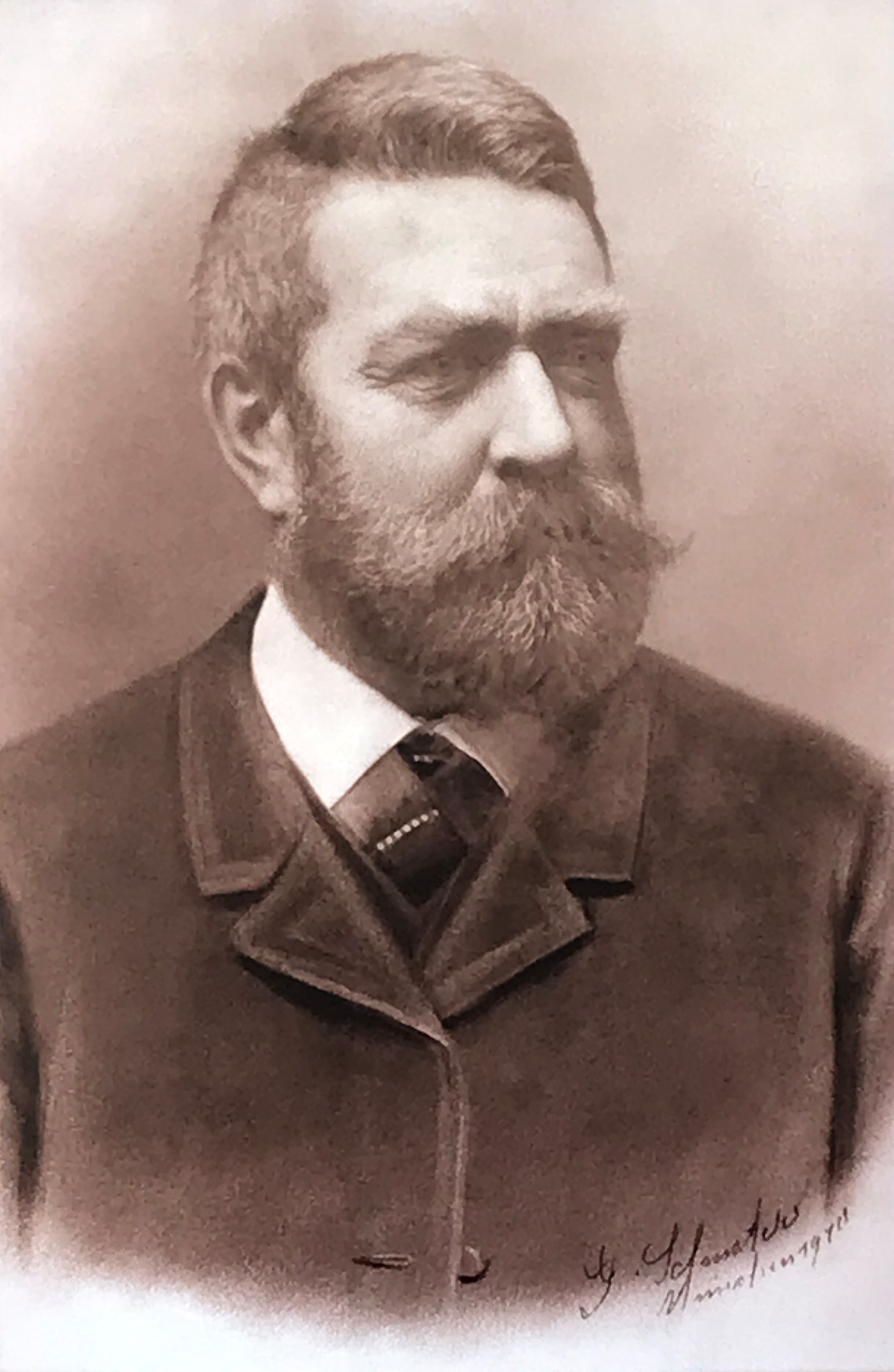
Portraitfoto von Michael Mößmer 1910

Michael Mößmer (* 25. April 1843 in Oberengen bei Lauterbach; † 10. Januar 1922 in Steingaden) war ein deutscher Landwirt, Bürgermeister und Mitglied des Bayerischen Landtags.

## Leben
Mößmer besuchte sechs Jahre die Volksschule und vier Jahre die Feiertagsschule in Steingaden. 1863 schloss er eine Lehre als Zimmermann ab. Ab 1865 führte Mößmer das landwirtschaftliche Anwesen in Steingaden weiter, das er von seinem Stiefvater Joseph Stückl geerbt hatte.
1870 wurde Michael Mößmer zum Bürgermeister von Urspring gewählt und blieb bis 1919 in diesem Amt. Ab 1875 gehörte er dem Distriktsrat Schongau an. Von 1901 bis 1911 war Mößmer Mitglied der Kammer der Abgeordneten im Bayerischen Parlament. Er gehörte der Zentrumspartei an und vertrat zunächst den Wahlkreis Weilheim, ab 1907 den Wahlkreis Landsberg.
Michael Mößmer gehörte 1874 zu den Gründern der Freiwilligen Feuerwehr Steingaden-Urspring und 1895 zu denen des Raiffeisen’schen Darlehenskassenvereins Steingaden. Beiden Institutionen stand er bis 1919 als Vorstand vor. Darüber hinaus leitete Mößmer zeitweilig die Steingadener Blaskapelle und den örtlichen Männerchor.

## Ehrungen
1901 erhielt er die Zivilverdienstmedaille der Bayerischen Krone.
Die Gemeinde Steingaden hat die Mößmerstraße nach ihm benannt.